# Louis Devoti
Louis Devoti (nacido el 10 de febrero de 1926 en Francia), es un exjugador de baloncesto francés. Consiguió dos medallas en competiciones internacionales con Francia.